# Luua

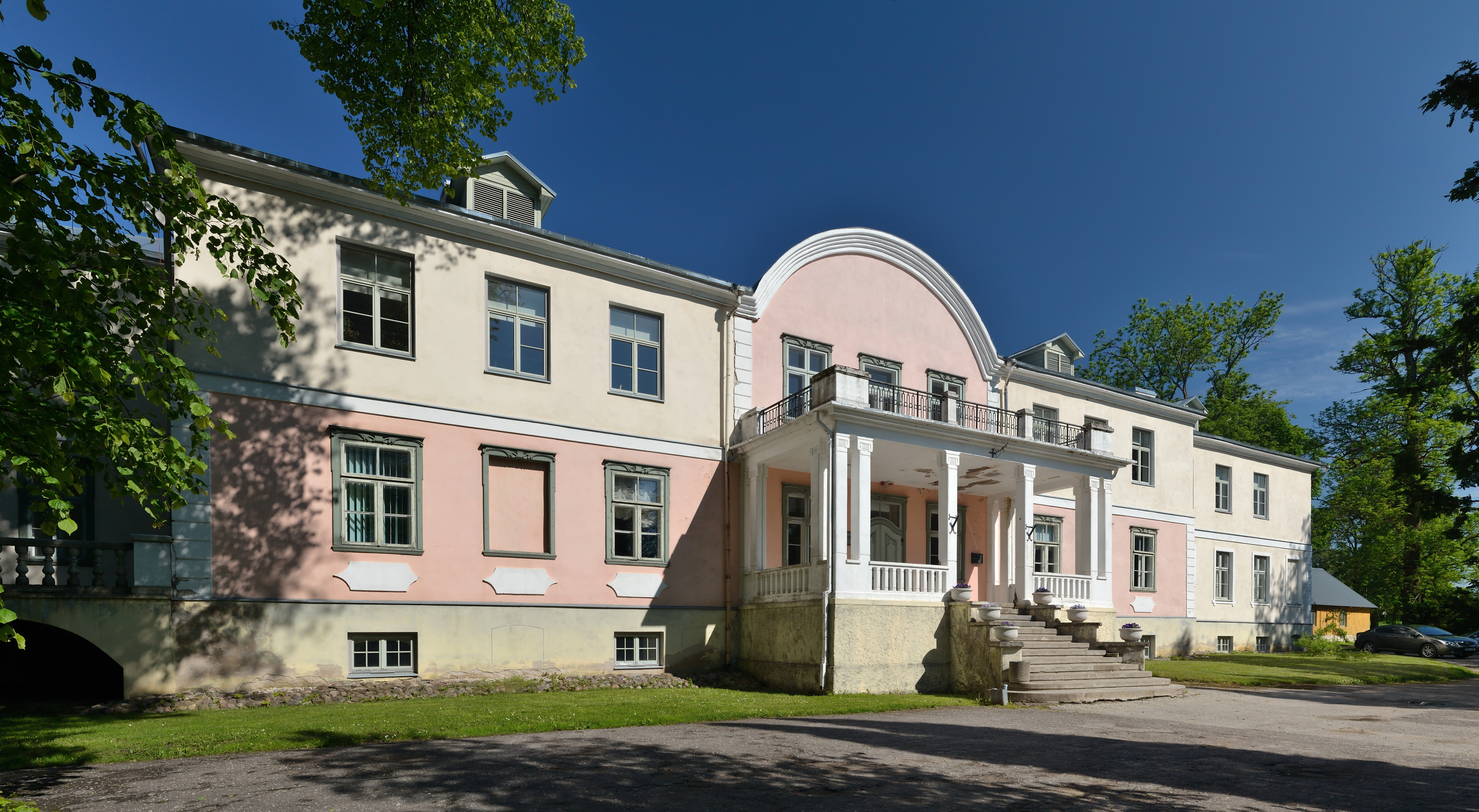
Herrenhaus von Luua

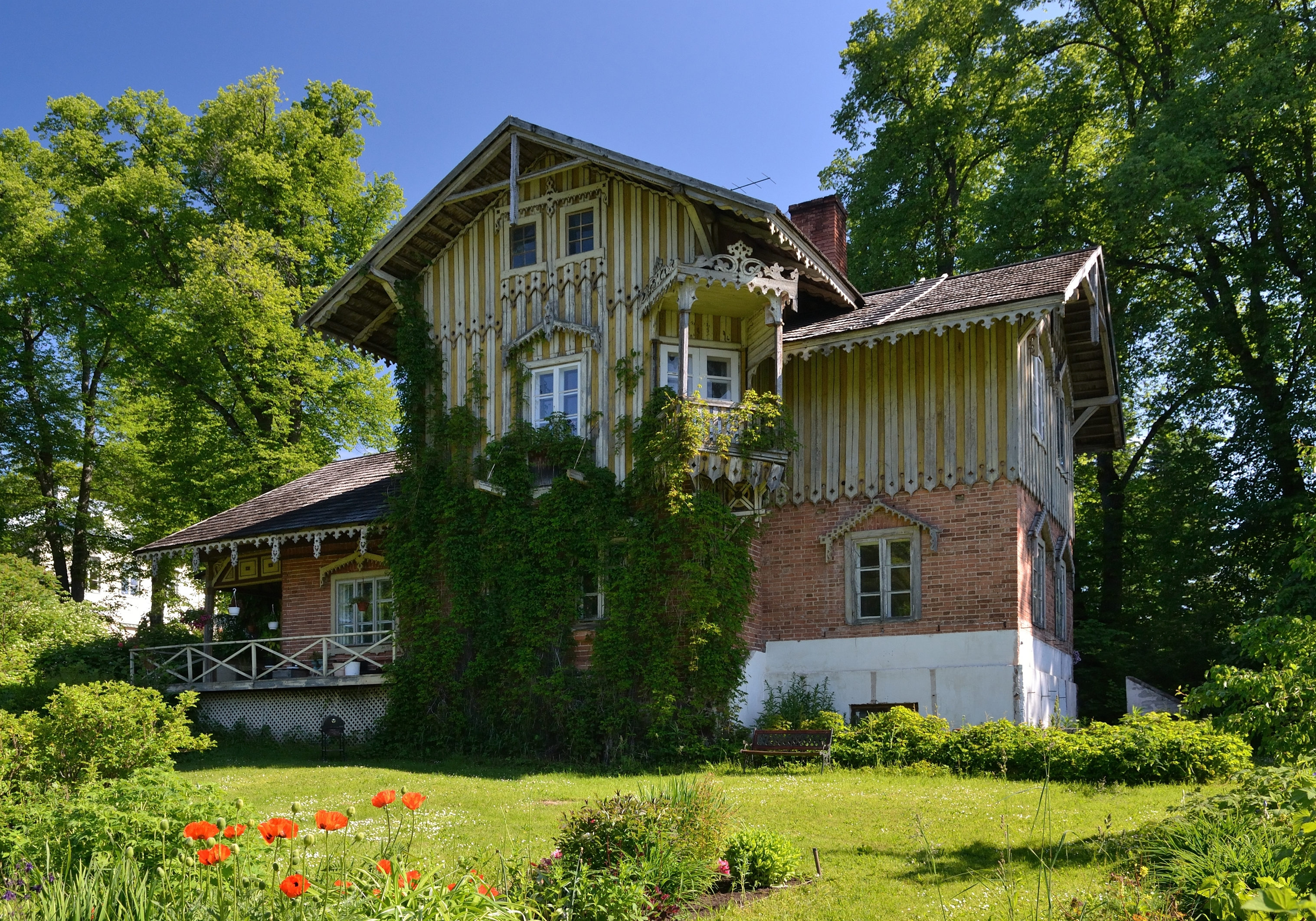
Kavaliershaus

Luua (deutsch Ludenhof) ist ein Dorf (estnisch küla) im estnischen Kreis Jõgeva. Es gehört seit 2017 zur Landgemeinde Jõgeva (vorher zu Palamuse). Das Dorf hat 322 Einwohner (Stand: 1. Januar 2007).

## Geschichte
Der Ort bildete sich im Mittelalter unter dem Namen Pakuvere um das deutschbaltische Gutshaus. 1519 fiel das Gutshaus in das Eigentum der adligen Familie von Luden, von der sich der heutige Name des Ortes herleitet. Das erhaltene spätbarocke Herrenhaus stammt von 1736. Es ist mit seinem 14 Hektar großen Park, einem romantischen Wald und den Alleen eines der schönsten Gutshäuserensembles in Estland. Im 17. Jahrhundert ging die Anlage in den Besitz der Familie von Strömfeld über und fiel 1831 an die Familie von Oettingen. Vom Herrenhaus führt eine Eichenallee zum See Porssa. Dort verbrachte der estnische Schriftsteller Johannes Semper von 1953 bis zu seinem Tod die Sommermonate.
Nach dem Zweiten Weltkrieg wurde im September 1948 im Herrenhaus eine Forstwirtschaftsschule eingerichtet. Sie beherbergt auch ein forstwirtschaftliches Museum. In den 1950er Jahren wurde das ursprünglich einstöckige Herrenhaus um eine weitere Etage aufgestockt.

## Söhne und Töchter (Auswahl)
- Arthur von Oettingen (1836–1920), Physiker und Musiktheoretiker